# Майкл Кайоде
Майкл Кайоде (італ. Michael Kayode, нар. 10 липня 2004, Боргоманеро) — італійський футболіст, захисник клубу «Фіорентина» та молодіжної збірної Італії. Виступав також за клуб «Гоццано».

## Клубна кар'єра
Майкл Кайоде народився 2004 року в місті Боргоманеро в сім'ї нігерійців. Розпочав займатися футболом у школі клубу «Ювентус», пізніше продовжував навчання в школах клубів «Гоццано» та «Фіорентина». У дорослому футболі дебютував 2020 року в складі команди «Гоццано», в якій грав до 2021 року, взявши участь у 34 матчах чемпіонату. З 2021 року футболіст грає у складі «Фіорентини», до 2023 року грав у складі молодіжної команди клубу, а з 2023 року грає в основному складі команди. Станом на 18 серпня 2024 року відіграв за «фіалок» 27 матчів в національному чемпіонаті.

## Виступи за збірні
2021 року Майкл Кайоде дебютував у складі юнацької збірної Італії (U-18), загалом на юнацькому рівні взяв участь у 16 іграх, відзначившись одним забитим голом. З 2023 року Кайоде грає у складі молодіжної збірної Італії. На молодіжному рівні станом на вересень 2024 року зіграв у 3 офіційних матчах.

## Титули і досягнення
- Чемпіон Європи (U-19) (1):  2023